# Caspar Wulff
Johann Heinrich Caspar Wulff (* 12. November 1827; † 9. März 1912 in Hamburg) war ein deutscher Landwirt und Politiker.

## Leben
Caspar Wulff studierte Landwirtschaft in Tharandt und Göttingen. Später war er Landwirt in Pötrau im Herzogtum Lauenburg. 1867 gehörte er für die Nationalliberale Partei und den Wahlkreis Lauenburg dem Konstituierenden Reichstag des Norddeutschen Bundes an.